# Association française pour l'information scientifique
Ne doit pas être confondu avec Association française d'ingénierie système.
Pour les articles homonymes, voir AFIS.
L'Association française pour l'information scientifique (AFIS) est une association loi de 1901, fondée en 1968 par Michel Rouzé.
Elle fait partie du Conseil européen des organisations sceptiques, une fédération d'associations qui défendent, similairement, le scepticisme scientifique.
Elle édite la revue Science et pseudo-sciences qui traite de divers enjeux scientifiques et sociétaux, dont certains sont l'objet de polémiques.
Issue du courant rationaliste français, l'association, dont certaines prises de position sont contestées, se donne pour objectif selon ses statuts de « promouvoir la science » et de « mettre en garde contre les pseudo-sciences ou fausses sciences ».

## Historique de l'association
L'Agence française pour l'information scientifique est fondée en 1968 par Michel Rouzé, journaliste scientifique qui appartient au courant rationaliste, essentiellement représenté à l'époque en France par l'Union rationaliste. Son objectif premier consiste à se concentrer sur le grand public, considérant qu'il faut le détourner du charlatanisme,. L'association (qui adopte le nom d'« Association » au lieu d'« Agence » en 1978) rassemble des personnes aux positionnements politiques divers pour dépasser les clivages et se présenter comme un lieu neutre du rationalisme.
Dans une « déclaration de principe » annexée à ses statuts mis à jour en 2013, l'AFIS affirme qu'elle « se donne pour but de promouvoir la science contre ceux qui nient ses valeurs culturelles, la détournent vers des œuvres malfaisantes ou encore usent de son nom pour couvrir des entreprises charlatanesques. »,.
À la suite du fondateur Michel Rouzé, la présidence de l'AFIS est assurée successivement par :
- Jean-Claude Pecker (1999-2001),
- Jean Bricmont (2001-2006),
- Michel Naud (2006-2012),
- Louis-Marie Houdebine (2012-2014),
- Anne Perrin (2014-2018),
- Roger Lepeix (2018-2019),
- Jean-Paul Krivine (2019-2020),
- François-Marie Bréon (2020-2024)
- Jean-Jacques Ingremeau (depuis 2024)[8].

Elle est parrainée par près d'une quarantaine de professeurs et directeurs de recherche, dont une dizaine d'académiciens et les trois prix Nobel Alain Aspect, Jean-Marie Lehn et Jean-Pierre Sauvage,[source secondaire souhaitée].

## Revue et ligne éditoriale
En novembre 1968, Michel Rouzé dote l'AFIS d'une revue, les Cahiers de l’Agence française pour l’information scientifique, revue rédigée quasi-exclusivement par Michel Rouzé pendant plusieurs décennies. Les Cahiers de l'AFIS paraissent cinq fois par an, avec un contenu de seize pages. Deux types d'articles sont publiés dans les premiers numéros : les premiers s'emploient à la vulgarisation scientifique, tandis que les deuxièmes visent, selon le sociologue Sylvain Laurens « à asseoir auprès du grand public un rapport à la science positif, mais adossé à un esprit critique et éthique ».
Au fil des années, les Cahiers de l'AFIS manifestent une volonté de lutter contre les pseudo-sciences, permettant ainsi d'élargir le lectorat de la revue. Michel Rouzé traite alors des sujets variés, tel que l'homéopathie, les soucoupes volantes, ou encore l'astrologie.
Elle propose également dans les années 1970 et 1980 des textes critiques de certaines innovations techniques comme l'énergie nucléaire ou le DDT,. Elle est rebaptisée en 1985 Science et pseudo-sciences. 
La ligne éditoriale évolue au fil du temps et plus particulièrement après la mort de Michel Rouzé en 2004. De plus, la rédaction des articles s'ouvre à de nombreux auteurs. D'après le sociologue Sylvain Laurens, la revue s'intéresse initialement à des questions liées à la responsabilité sociale du savant ou à la laïcité, puis elle s'en éloigne pour défendre le développement technologique et industriel, en les analysant sous l'angle de certaines disciplines comme la toxicologie industrielle au détriment d'autres comme la sociologie, ce qui suscite des départs,[Quand ?].
Selon les journalistes Stéphane Foucart, Stéphane Horel et le sociologue Sylvain Laurens, la revue possède un pouvoir de prescription « qui, avec seulement 6 000 abonnés, touche un public stratégique et qui donne avec autorité le « la » de la science dans l’espace public ». Selon le sociologue Sylvain Laurens, à la mort de Michel Rouzé, le comité de rédaction définit un nouveau « credo » selon lequel « l'expertise scientifique serait la science et que seule la décision finale relèverait du politique ».

## Critiques et polémiques

### Critiques
L'AFIS aborde des thèmes variés tels que les soins homéopathiques, le traitement des cultures par des pesticides de synthèse, l'usage civil de l'énergie nucléaire, ou encore l'astrologie. Le traitement de certains sujets suscite parfois la polémique, y compris en interne,,. En 1997 la linguiste Marianne Doury, considère que les « opposants aux parasciences », dont Michel Rouzé dans la revue de l'AFIS, s'opposent de manière parfois manichéenne, en usant d'une rhétorique de l'épouvantail, qui associe ces pseudo-sciences au champ lexical des catastrophes, qui critiquent le traitement médiatique qui laisserait trop de place aux pseudo-sciences et qui présentent parfois les adeptes des pseudo-sciences comme trop niais. 
À la suite d'un reportage sur les OGM de Marie-Monique Robin contre Monsanto et des critiques émanant de l'AFIS, le site Arrêt sur images relève que les journalistes scientifiques sont partagés quant à leur appréciation de l'association, certains considèrent l'association « crédible, parrainée entre autres par le prix Nobel de chimie Jean-Marie Lehn ; des gens un peu psychorigides mais tout à fait sérieux » tandis que « d'autres parlent de scientifiques clairement orientés, pro-OGM et aux remarques largement biaisées ». 
Il est parfois reproché à l'AFIS de présenter comme irrationnelles des positions défendues par des écologistes,, et également d'avoir publié des articles climatosceptiques en 2008 et 2010, et de compter parmi ses membres des représentants de ce climatoscepticisme,,. Du fait de ses publications, de ses activités et de celles de certains de ses membres, considèrent que l'AFIS est "pro-OGM",,,. Elle a par exemple lancé en 2007 un mouvement d'opposition au moratoire anti-maïs OGM et a organisé un colloque au Sénat au cours duquel les intervenants étaient majoritairement pro-OGM,. 

### Accusations de conflits d'intérêts
Le biologiste Pierre-Henri Gouyon critique et reproche des conflits d'intérêts affirmant des « membres de l'AFIS les plus engagés à défendre les OGM ont déposé des brevets avec des entreprises de biotechnologies ». L'association se défend toutefois de tout conflit d'intérêts à travers un droit de réponse de son président Michel Naud qui estime « regrettable, et caractéristique du climat passionnel entretenu autour des biotechnologies, que toute initiative ne reprenant pas le crédo de la militance anti-OGM se trouve immédiatement caractérisée voire dénoncée comme étant l'expression de tel ou tel groupe d'intérêt ».
Dans Les Gardiens de la raison ,,, les journalistes Stéphane Foucart, Stéphane Horel et le sociologue Sylvain Laurens affirment que l'AFIS est un relais des « éléments de langage » de grands groupes industriels,. En réponse, l'AFIS évoque un « journalisme d’insinuation » et renvoie dans un communiqué à la lecture de ses propres textes et articles[pas clair],.
En 2021, Le Monde révèle que l'antenne lyonnaise de l'AFIS, présidée par un toxicologue du groupe chimique BASF, a convié à la Fête de la science une intervenante également employée par BASF, sans que ce conflit d'intérêts concernant l'apiculture ne soit déclaré. Selon l'AFIS, cette non déclaration ne pose pas de problème, considérant que dans ces circonstances, les salariés d’une entreprise ne sont pas porte-parole de leur entreprise.